# Hrabstwo Grays Harbor
Hrabstwo Grays Harbor (ang. Grays Harbor County) – hrabstwo w stanie Waszyngton w Stanach Zjednoczonych. Hrabstwo zajmuje powierzchnię całkowitą 2224,44 mil² (5761,27 km²). Według szacunków United States Census Bureau w roku 2009 miało 71 797 mieszkańców. Jej siedzibą jest Montesano.
Hrabstwo otrzymało nazwę od leżącej w tamtym rejonie zatoki Grays Harbor. Nazwa zatoki z kolei pochodzi od nazwiska Roberta Graya, który odkrył ją 7 maja 1792 r. Hrabstwo zostało wydzielone z obszaru Thurston 14 kwietnia 1854 r. Pierwotnie nazywało się Chehalis, obecna nazwa została nadana w 1915 r.

## Miasta
- Aberdeen
- Cosmopolis
- Elma
- Hoquiam
- McCleary
- Montesano
- Oakville
- Ocean Shores
- Westport

## CDP
- Aberdeen Gardens
- Amanda Park
- Brady
- Central Park
- Cohassett Beach
- Copalis Beach
- Grayland
- Hogans Corner
- Humptulips
- Junction City
- Malone
- Markham
- Moclips
- Neilton
- Ocean City
- Oyehut
- Pacific Beach
- Porter
- Queets
- Qui-nai-elt Village
- Santiago
- Satsop
- Taholah